# Chris Beattie

a Compétitions nationales et continentales officielles uniquement.

Chris Beattie (né le 26 août 1975) est un ancien joueur australien de rugby à XIII. Il évoluera chez les Dragons Catalans durant la saison 2006 de Super League, au poste de Pilier. Chris Beattie joue depuis 2007 au club de Lézignan XIII.
Joueur au gabarit solide (1,88 m 108 kg), sa force de pénétration reste impressionnante. Durant la saison 2009/2010, il est entraîneur-joueur de Lézignan avec Aurélien Cologni.

## Palmarès
- Demi-finale coupe de France Lord Derby 2008
- Champion de France 2008
- Demi-finale coupe de France Lord Derby 2009
- Champion de France 2009
- coupe de France Lord Derby 2010
- Champion de France 2010

## Anciens clubs
- Avant 2004 :
- Saison 2004/2005 : Union Treiziste Catalane
- Saison 2006 : Dragons Catalans
- Saison 2006/2007 : FC Lézignan
- Saison 2007/2008 : FC Lézignan
- Saison 2008/2009 : FC Lézignan